# Ozërsk (Oblast' di Kaliningrad)
Ozërsk (in russo Озёрск?) è una città della Russia, posta nell'oblast' di Kaliningrad.
Storicamente appartenuta alla Germania, fu nota fino al 1938 con il nome di Darkehmen. In quella data prese il nome di Angerapp, mantenuto fino all'annessione all'Unione Sovietica (1945).
Il nome attuale significa "città sul lago".